# Spaghete cu chiftele

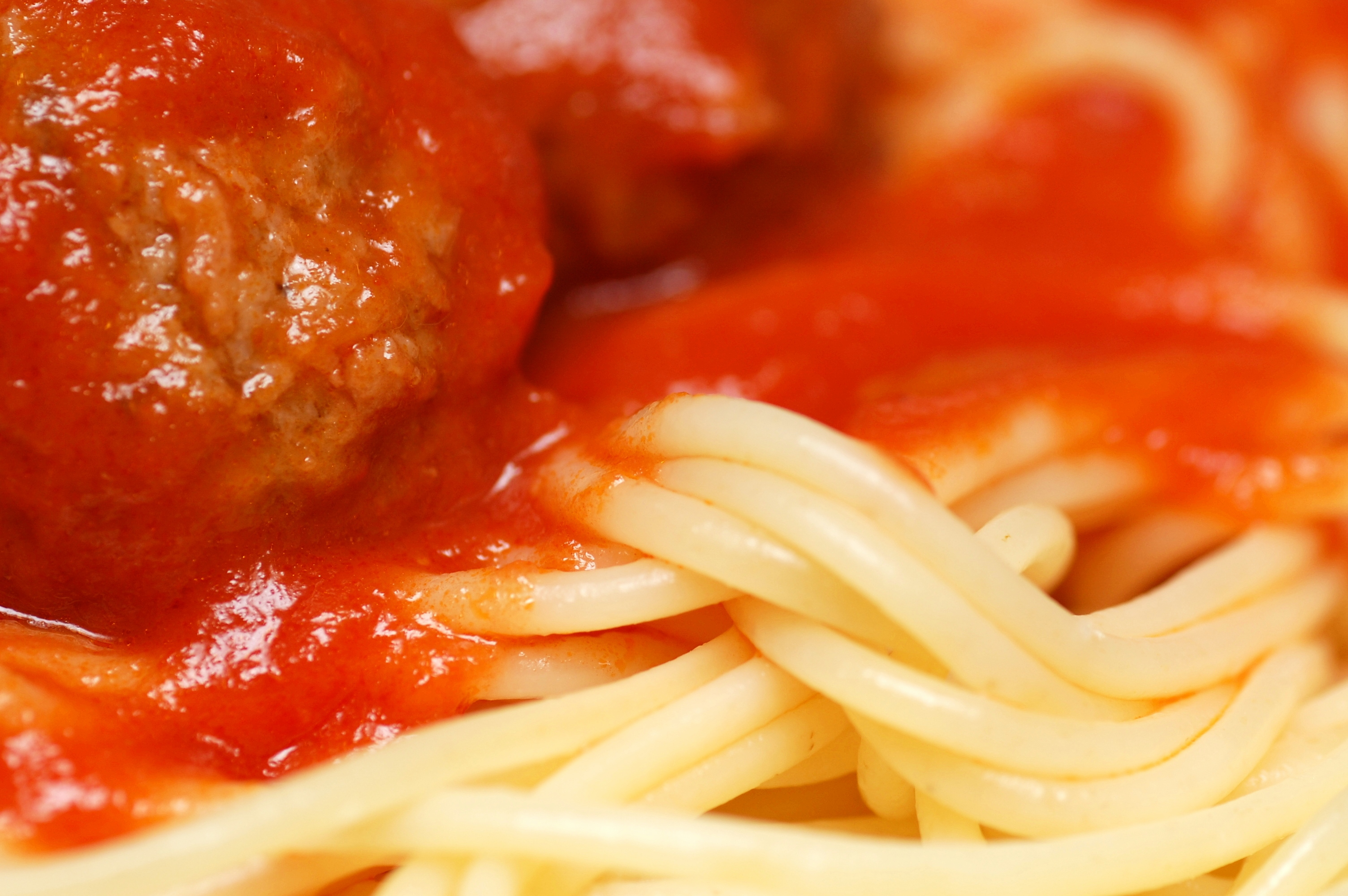
Vedere de aproape a spaghetelor și a chiftelelor

Spaghetele cu chiftele sunt un preparat de paste italo-american constând din spaghete, sos de roșii și chiftele.
Inspirată inițial de mâncăruri similare din sudul Italiei, versiunea modernă a spaghetelor cu chiftele a fost dezvoltată de imigranții italieni în Statele Unite ale Americii. Cu toate acestea, combinațiile de paste cu carne datează cel puțin din Evul Mediu, iar mâncărurile din paste (inclusiv paste lungi) cu sos de roșii și diferite tipuri de chiftele sunt documentate în anumite regiuni italiene și în cărțile de bucate italiene moderne ca maccheroni alle polpette. (tradus ca „spaghete și chiftele”) și maccheroni alla chitarra con polpette, deși aceste mâncăruri se găsesc adesea doar în anumite regiuni și orașe.

## Preparare și servire
În versiunea clasică americană, chiftelele sunt de dimensiuni medii spre mari, făcute dintr-un amestec de carne de vită, porc sau ambele, amestecate cu ouă, pesmet, parmezan, usturoi, pătrunjel și condimente. Sunt prăjite sau coapte, apoi fierte lent într-un sos de roșii cu ierburi aromatice (busuioc, oregano, cimbru). Acest sos se toarnă peste spaghete și chiftele la servire. Preparatul este adesea completat cu parmezan ras sau brânză mozzarella.

## Variații și influență culturală
- În Suedia și Norvegia, chiftelele (köttbullar) sunt adesea servite cu cartofi și sos brun, dar există reinterpretări moderne cu paste și sosuri.
- În Turcia sau Orientul Mijlociu, köfte sunt mai mici și intens condimentate, uneori adăugate la paste în restaurante moderne.
- În Italia, chiftelele sunt mai frecvent servite separat de paste, însă unele regiuni (precum Abruzzo) folosesc polpette mici („pallottine”) pentru a acompania paste precum maccheroni alla chitarra.

## Popularitate și apariții în cultura pop
Spaghetele cu chiftele au devenit un simbol al bucătăriei italo-americane și sunt adesea asociate cu ideea de „comfort food”. Au fost popularizate în filme (ex. Lady and the Tramp), desene animate, romane culinare și în restaurante italiene din SUA și Europa.
În cultura americană, ele sunt adesea considerate o reprezentare nostalgică a meselor de familie ale imigranților italieni și sunt servite frecvent în restaurante tradiționale sau fast-food-uri cu specific italian.

## Variante moderne
În ultimele decenii, rețeta a fost reinterpretată în multiple feluri:
- cu chiftele vegetale (din linte, năut, ciuperci);
- cu paste alternative (integrale, fără gluten, din leguminoase);
- cu sosuri adaptate: arrabbiata, pesto roșu, smântână și usturoi.

## Curiozități
- Contrar așteptărilor, în Italia rar se servește combinația clasică „spaghetti con polpette” în restaurante.
- Ziua Națională a Spaghetelor cu Chiftele în SUA este sărbătorită pe 5 martie.

## Istorie
Spaghetele și chiftelele erau populare printre imigranții italieni din New York, care aveau acces la o ofertă de carne mai abundentă decât în Italia.
- În 1888, Juliet Corson din New York a publicat o rețetă de paste cu chifteluțe și sos de roșii.[7]
- În 1909, o rețetă de „Chifteluțe de vită cu spaghete” a apărut în American Cookery, volumul 13.[8]
- National Pasta Association (denumită inițial National Macaroni Manufacturers Association) a publicat o rețetă pentru spaghete și chiftele în anii 1920.[9]
- În 1931, Venice Maid din New Jersey vindea conserve de „spaghete cu chifteluțe în sos”.
- În 1938, expresia exactă „spaghete cu chifteluțe” a apărut într-o listă de conserve produse de Ettore Boiardi⁠(d), cunoscut mai târziu ca Chef Boyardee, în Milton, Pa.[necesită citare]

Scriitorii și bucătarii italieni iau adesea în derâdere acest fel de mâncare ca fiind pseudo-italian sau neitalian, deoarece în Italia chiftelele sunt mai mici și sunt servite doar cu paste coapte pe bază de ouă. Cu toate acestea, diferite tipuri de paste cu carne fac parte din tradiția culinară din Abruzzo, Apulia, Sicilia și alte părți din sudul Italiei. O rețetă de Rigatoni⁠(d) cu chiftele poate fi găsită în Il cucchiaio d'argento⁠(d) (Lingura de argint), o carte de bucate italiană cuprinzătoare.
În Abruzzo, chitarra alla teramana este un prim fel de mâncare standard preparat cu spaghete alla chitarra⁠(d), chiftele mici (polpettine sau palottine) și un ragù de carne sau legume.

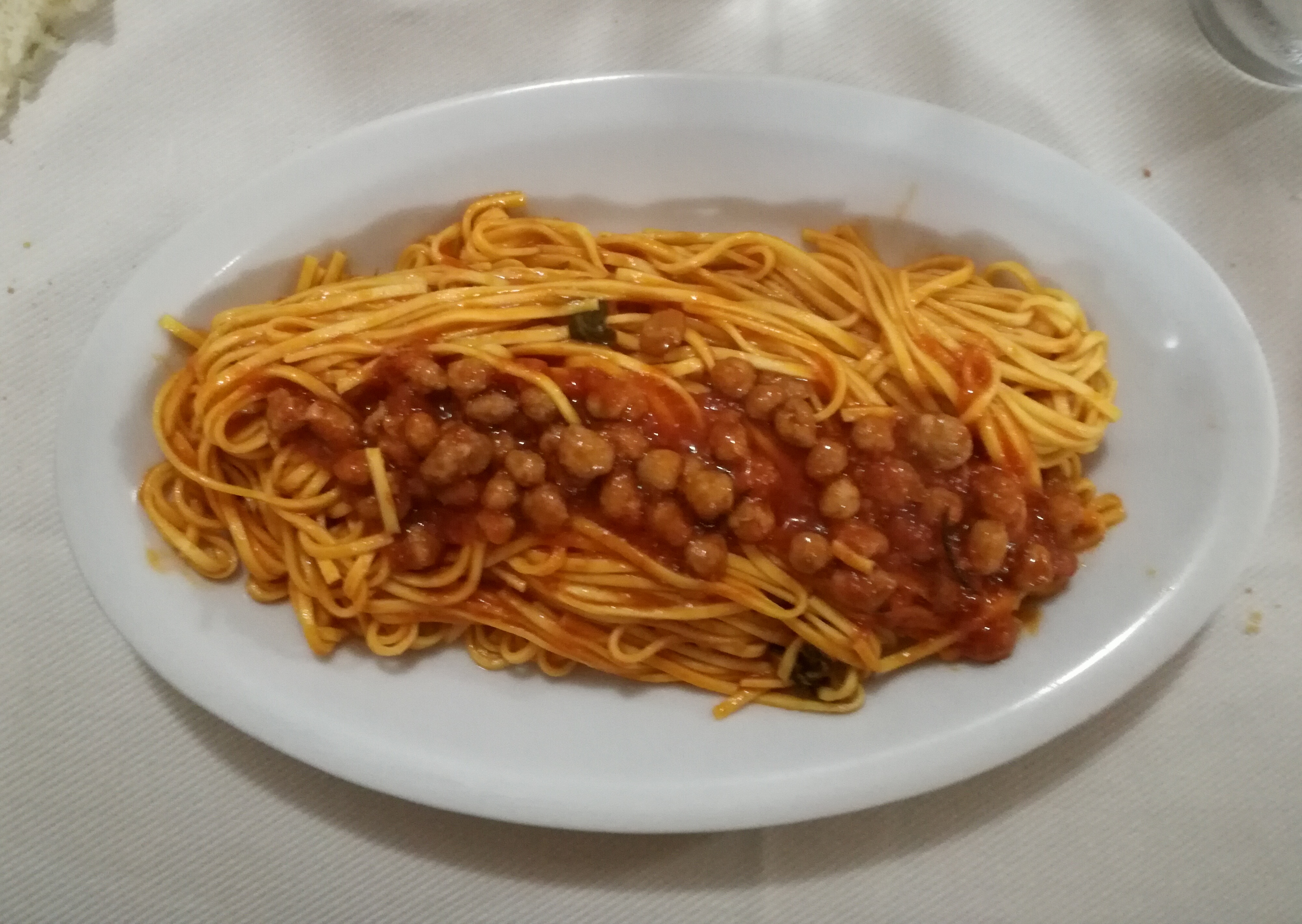
Spaghetti alla chitarra con pallottine

Alte mâncăruri asemănătoare cu spaghetele și chiftelele sunt pasta seduta (lit. „paste așezate”) și maccaroni azzese în Puglia.
Unele mâncăruri de paste la cuptor din Puglia combină pastele cu carnea, în cazul în care chiftelele, Mortadela⁠(d) sau salamul sunt coapte cu Rigatoni⁠(d), sos de roșii și brânză mozzarella, apoi acoperite cu un capac de patiserie.
Alte rețete de paste includ felii de carne rulate cu brânză, mezeluri și ierburi (involtini în italiană) și braciole⁠(d) care sunt gătite în sos, dar scoase pentru a fi servite ca un al doilea fel.

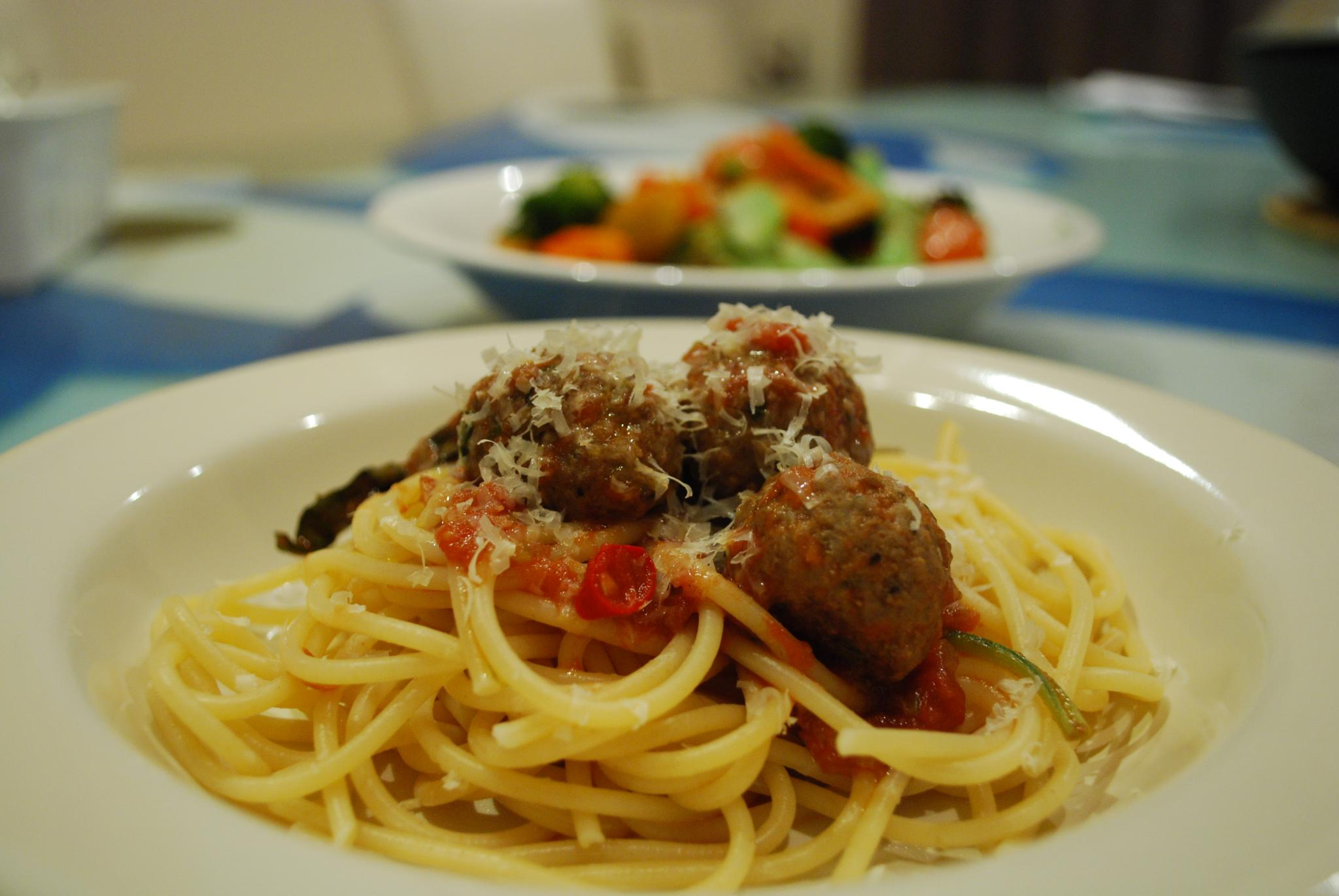
Spaghete și chiftele picante, preparate în casă